# Сёнай (полуостров)
Сёнай (яп. 荘内半島 сё:най-ханто:), также Мисаки (яп. 三崎半島) — полуостров в Японии на острове Сикоку, на северо-западе префектуры Кагава. Административно относится к городу Митоё.
Сёнай вдаётся во Внутреннее Японское море — на западе его омывает плёс Хиути-нада, на востоке — пролив Бисан.
Длина полуострова составляет 12-13 км, ширина — 3-4 км. Его наивысшей точкой является гора Сиуде или Сиунде (紫雲出山, 352 м).
Самой западной точкой полуострова является мыс Мисаки.
Полуостров является местом действия легенды об Урасиме Таро.